# Oreopanax herzogii
Oreopanax herzogii är en araliaväxtart som beskrevs av Hermann Harms. Oreopanax herzogii ingår i släktet Oreopanax och familjen Araliaceae. Inga underarter finns listade.